# Saula Waqa
Saula Matayalo Waqa (ur. 12 października 1995) – fidżyjski piłkarz grający na pozycji napastnika w klubie Lautoka FC.
Uczestnik Letnich Igrzysk Olimpijskich 2016 i Mistrzostw Świata U-20 w Piłce Nożnej 2015.

## Kariera juniorska
Waqa grał jako junior w Ba FC (do 2013).

## Kariera seniorska

### Ba FC
Waqa trafił do seniorskiej drużyny Ba FC 1 lipca 2013. W Lidze Mistrzów OFC rozegrał dla nich 14 meczów i strzelił 7 goli. W latach 2017–2022 w National Football League w ich barwach wystąpił 39 razy i zdobył 23 bramki. Czterokrotnie zdobywał z nimi Mistrzostwo Fidżi (2013, 2016, 2019) i dwukrotnie Puchar Fidżi (2013 i 2015).

### Lautoka FC
Waqa przeszedł do Lautoka FC 1 lipca 2022. Zadebiutował u nich 17 lipca 2022 w meczu z Nadi FC (2:2). Pierwszą bramkę zdobył 23 lipca 2022 w wygranym 3:4 spotkaniu przeciwko swojemu byłemu klubowi Ba FC. W 2023 zdobył z nimi Mistrzostwo Fidżi.

## Kariera reprezentacyjna
| Mecze i gole w reprezentacji | Mecze i gole w reprezentacji | Mecze i gole w reprezentacji | Mecze i gole w reprezentacji | Mecze i gole w reprezentacji | Mecze i gole w reprezentacji | Mecze i gole w reprezentacji | Mecze i gole w reprezentacji         |
| Fidżi U-20                   | Fidżi U-20                   | Fidżi U-20                   | Fidżi U-20                   | Fidżi U-20                   | Fidżi U-20                   | Fidżi U-20                   | Fidżi U-20                           |
| Lp.                          | Data                         | Miejsce                      | Gospodarz                    | Gość                         | Wynik                        | Gol                          | Rozgrywki                            |
| ---------------------------- | ---------------------------- | ---------------------------- | ---------------------------- | ---------------------------- | ---------------------------- | ---------------------------- | ------------------------------------ |
| 1.                           | 04.05.2014                   | Auckland                     | Nowa Zelandia U-20           | Fidżi U-20                   | 5:0                          |                              | Mecz towarzyski                      |
| 2.                           | 06.05.2014                   | Auckland                     | Nowa Zelandia U-20           | Fidżi U-20                   | 4:1                          |                              | Mecz towarzyski                      |
| 3.                           | 23.05.2014                   | Suva                         | Fidżi U-20                   | Samoa Amerykańskie U-20      | 4:0                          | Gol                          | Mistrzostwa Oceanii U-20 2014        |
| 4.                           | 25.05.2014                   | Suva                         | Fidżi U-20                   | Nowa Kaledonia U-20          | 2:0                          |                              | Mistrzostwa Oceanii U-20 2014        |
| 5.                           | 27.05.2014                   | Suva                         | Fidżi U-20                   | Papua-Nowa Gwinea U-20       | 3:0                          | Gol                          | Mistrzostwa Oceanii U-20 2014        |
| 6.                           | 29.05.2014                   | Suva                         | Fidżi U-20                   | Vanuatu U-20                 | 2:2                          |                              | Mistrzostwa Oceanii U-20 2014        |
| 7.                           | 31.05.2014                   | Suva                         | Fidżi U-20                   | Wyspy Salomona U-20          | 2:1                          |                              | Mistrzostwa Oceanii U-20 2014        |
| 8.                           | 01.06.2015                   | Christchurch                 | Niemcy U-20                  | Fidżi U-20                   | 8:1                          |                              | Mistrzostwa Świata U-20 2015         |
| 9.                           | 04.06.2015                   | Christchurch                 | Honduras U-20                | Fidżi U-20                   | 0:3                          | Gol                          | Mistrzostwa Świata U-20 2015         |
| 10.                          | 07.06.2015                   | Whangarei                    | Fidżi U-20                   | Uzbekistan U-20              | 0:3                          |                              | Mistrzostwa Świata U-20 2015         |
| Fidżi U-23                   |                              |                              |                              |                              |                              |                              |                                      |
| Lp.                          | Data                         | Miejsce                      | Gospodarz                    | Gość                         | Wynik                        | Gol                          | Rozgrywki                            |
| 1.                           | 15.07.2015                   | Port Moresby                 | Nowa Kaledonia U-23          | Fidżi U-23                   | 2:1                          |                              | Mecz towarzyski                      |
| 2.                           | 05.08.2016                   | Salvador                     | Korea Południowa U-23        | Fidżi U-23                   | 8:0                          |                              | Letnie Igrzyska Olimpijskie 2016     |
| Fidżi                        |                              |                              |                              |                              |                              |                              |                                      |
| Lp.                          | Data                         | Miejsce                      | Gospodarz                    | Gość                         | Wynik                        | Gol                          | Rozgrywki                            |
| 1.                           | 25.05.2017                   | Suva                         | Fidżi                        | Wyspy Salomona               | 1:1                          |                              | Mecz towarzyski                      |
| 2.                           | 28.05.2017                   | Lautoka                      | Fidżi                        | Wyspy Salomona               | 1:0                          |                              | Mecz towarzyski                      |
| 3.                           | 07.06.2017                   | Lautoka                      | Fidżi                        | Nowa Kaledonia               | 2:2                          | Gol                          | Mistrzostwa Świata 2018 – eliminacje |
| 4.                           | 11.06.2017                   | Numea                        | Nowa Kaledonia               | Fidżi                        | 2:1                          |                              | Mistrzostwa Świata 2018 – eliminacje |
| 5.                           | 19.11.2017                   | Suva                         | Fidżi                        | Estonia                      | 0:2                          |                              | Mecz towarzyski                      |
| 6.                           | 02.12.2017                   | Port Vila                    | Fidżi                        | Tuvalu                       | 8:0                          | Gol · Gol · Gol              | Miniigrzyska Pacyfiku 2017           |
| 7.                           | 06.12.2017                   | Port Vila                    | Wyspy Salomona               | Fidżi                        | 0:0                          |                              | Miniigrzyska Pacyfiku 2017           |
| 8.                           | 12.12.2017                   | Port Vila                    | Fidżi                        | Tonga                        | 4:0                          | Gol · Gol                    | Miniigrzyska Pacyfiku 2017           |
| 9.                           | 15.12.2017                   | Port Vila                    | Fidżi                        | Nowa Kaledonia               | 4:1                          | Gol · Gol                    | Miniigrzyska Pacyfiku 2017           |
| 10.                          | 05.09.2018                   | Sydney                       | Fidżi                        | Wyspy Salomona               | 1:1                          |                              | Mecz towarzyski                      |
| 11.                          | 17.09.2022                   | Port Vila                    | Fidżi                        | Nowa Kaledonia               | 1:0                          |                              | MSG Prime Minister’s Cup 2022        |
| 12.                          | 24.09.2022                   | Port Vila                    | Fidżi                        | Wyspy Salomona               | 2:2                          |                              | MSG Prime Minister’s Cup 2022        |
| 13.                          | 30.09.2022                   | Port Vila                    | Wyspy Salomona               | Fidżi                        | 0:1                          |                              | MSG Prime Minister’s Cup 2022        |

## Kontrowersje
W 2017 Waqa został wykluczony z Inter-District Championship, po tym jak nie stawił się na zgrupowaniu kadry razem z innym zawodnikiem – Rusiate Matarerega.
W 2020 u Waqi przeprowadzono test na obecność marihuany. Test miał wynik pozytywny, co poskutkowało zawieszeniem zawodnika we wszystkich rozgrywkach na trzy lata przez Fiji Football Association (FFA). Waqa wrócił jednak do gry pod w grudniu 2021.